# Kawasaki C-2
O Kawasaki C-2 é uma aeronave de transporte militar desenvolvida pela Kawasaki Heavy Industries para a Força Aérea de Autodefesa do Japão.
Em 2001 o Ministério da Defesa do Japão decidiu para a aquisição de uma nova aeronave para substituir sua frota de Kawasaki C-1 e de C-130 Hercules, sendo a Kawasaki Heavy Industries a companhia escolhida para o desenvolvimento junto com o Kawasaki P-1, o custo total de construção das duas aeronaves foi de 345 bilhões de yenes (aproximadamente 2.9 bilhões de dólares), considerado baixo para um programa desse porte, a Kawasaki também vende versões comerciais de carga da aeronave. O primeiro voo do C-2 foi em 26 de janeiro de 2010.
A aeronave tem capacidade para transportar 36.7 toneladas, pode decolar de pistas de até 900m de comprimento, pousar em pistas de 500m de comprimento e também tem capacidade reabastecimento no ar.